# 近蓝紫丝膜菌
近蓝紫丝膜菌（学名：Cortinarius subsalor），一种分布于中国浙江省西南部庆元县、景宁畲族自治县百山祖地区的大型真菌，隶属于丝膜菌科丝膜菌属。模式产地为庆元县。

## 鉴别特征
菌盖20-50毫米，半球形至扁平，紫色，粘；菌褶最初为紫色，然后变成浅灰紫色；菌柄，纤细，浅紫色，然后变为棕色；胶质菌幕紫色。担孢子平均8.0
－8.3×6.9－7.0微米，近球形至宽椭圆形。其生境与短尾柯（Lithocarpus brevicaudatus）有联系。